# Zagel
Zagel ist ein Fachbegriff aus der Eisenverarbeitung und bezeichnet ein Stück gefrischtes, noch zähflüssiges Eisen, das in einer Eisenhütte verarbeitet wird.
Lupp, Zagel und Schirbel sind Bezeichnungen für Eisen zu je einem bestimmten Zeitpunkt der Verarbeitung: Aus dem Lupp wird durch Auspressen der Schlacke Zagel gewonnen, daraus wiederum Schirbel.
Die ursprüngliche, im Mittelhochdeutschen übliche Bedeutung von Zagel war „Schwanz“.